# Șoimuș (Hunedoara)
Șoimuș [ˈʃoimuʃ] (veraltet Șoimușul Mureșan; deutsch Falkendorf, ungarisch Marossolymos oder Maros-Solymos) ist eine Gemeinde im Kreis Hunedoara in der Region Siebenbürgen in Rumänien.
Der Ort ist auch unter der ungarischen Bezeichnungen Solymos und der deutschen Scholmosch bekannt.

## Geographische Lage

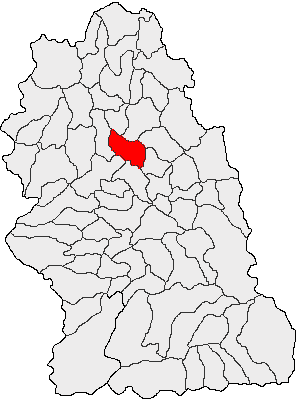
Lage der Gemeinde Șoimuș im Kreis Hunedoara

Die Gemeinde Șoimuș befindet sich südlich des Siebenbürgischen Erzgebirges (Munții Metaliferi) südwestlich vom Siebenbürgischen Becken (Podișul Transilvaniei). An der Mündung des Boholt – ein rechter Zufluss des Mureș (Mieresch) – und der Nationalstraße DN76, befindet sich der Ort etwa fünf Kilometer von der Kreishauptstadt Deva (Diemrich) entfernt. Die neun eingemeindeten Dörfer sind auf den ca. 6800 Hektar der Gemeinde zwischen 3 und 13 Kilometer vom Gemeindezentrum entfernt. Etwa 63 % der Gemeindefläche werden landwirtschaftlich bearbeitet.
Die rumänische Autobahn A1 soll (wenn fertig) auch auf dem Areal des Ortes verlaufen.

## Geschichte
Șoimuș eine ehemalige römische Siedlung, wurde erstmals 1278 urkundlich erwähnt. 1459 wurde der Ort zu einem Marktflecken im historischen Hunyader Komitat (Komitat Eisenmarkt). Bis 1839 war in Șoimuș ein Floßhafen und eine Zollstation für die Salzflößerei auf dem Mieresch. Eine Besiedlung des Ortes reicht nach Berichten von G. Téglás, B. Pósta, H. Schroller, u. a. bis in die Frühbronzezeit zurück. Archäologische Funde wurden in Șoimuș bei La Telegi; im eingemeindeten Dorf Boholt (Bolden) auf dem Berg Ciuta, gemacht.
Auf dem Areal der Gemeinde, bei den eingemeindeten Dörfern Chișcădaga und Păuliș verlief die nach 1940 errichtete Bahnstrecke Deva–Brad, die wegen der Erdrutsche in der Region 1996 endgültig stillgelegt und als altes Eisen verkauft wurde.

## Bevölkerung
Die Bevölkerung der Gemeinde entwickelte sich wie folgt:
| 1850 | 3.910 | 3.715 | 73  | 18 | 104           |
| 1900 | 4.962 | 4.778 | 113 | 44 | 27            |
| 1941 | 4.952 | 4.896 | 27  | 8  | 21            |
| 2002 | 3.549 | 3.462 | 68  | 4  | 15            |
| 2011 | 3.371 | 3.202 | 58  | 4  | 107           |
| 2021 | 3.386 | 3.003 | 21  | 2  | 360 (76 Roma) |

Seit der offiziellen Volkszählung von 1850 wurden auf dem Gebiet der heutigen Gemeinde überwiegend Rumänen registriert. Die höchste Einwohnerzahl (5219) – gleichzeitig die der Rumänen (4945) und der Magyaren (184) – wurde 1910 ermittelt. Die höchste Bevölkerungszahl der Roma (100) wurde 1850 und die der Rumäniendeutsche wurde 1900 registriert. Des Weiteren wurden 1890 und 2002 je einer, 1930 zwei Slowaken, 1900, 1930, 1977 und 1992 je ein Serbe, 1966, 1977 und 2002 je ein Ukrainer registriert. Bei der Volkszählung 2011 wurden in 1489 Haushalten der Gemeinde 3371 Menschen gezählt.

## Sehenswürdigkeiten
- Die Holzkirchen Sf. Nicolae in Șoimuș,[8] 1705 errichtet, im 19. Jahrhundert erweitert und die Adormirea Maicii Domnului in Sulighete,[9] im 18. Jahrhundert errichtet, im 19. Jahrhundert erneuert, stehen unter Denkmalschutz.[10]
- Auf dem Areal des eingemeindeten Dorfes Boholt das gleichnamige Naturreservat,[11] erstreckte sich einst wegen seiner drei Mineralwasserquellen auf etwa einem Hektar. Eine der Quellen gibt etwa 10.000 Liter pro Tag und wird seit 1883 abgefüllt.[4] Zurzeit ist das Reservat nur auf die Schluchten des Teiului-Tal, umgeben von Pflanzen auf Kalkgestein, begrenzt.

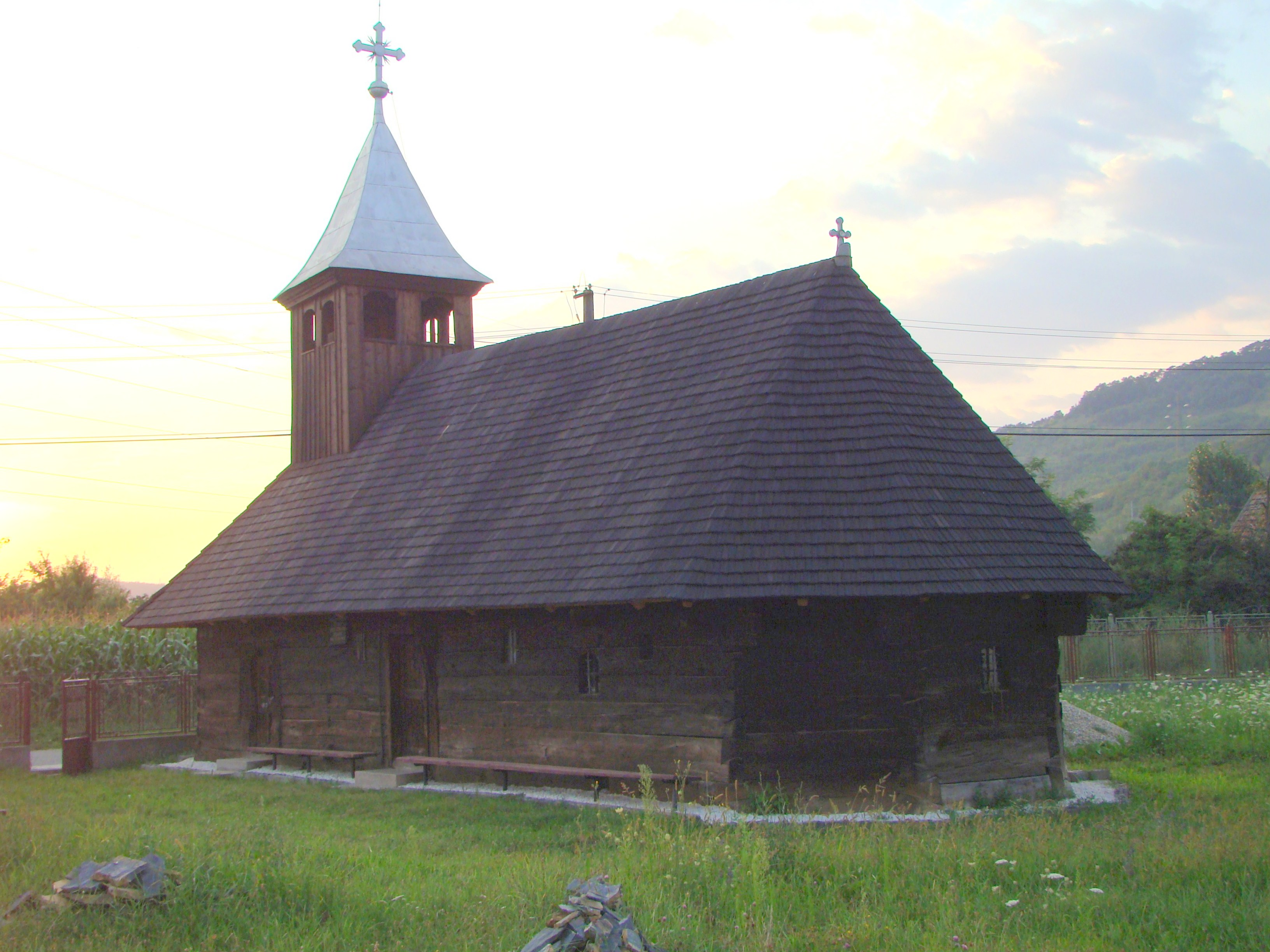
Holzkirche in Șoimuș
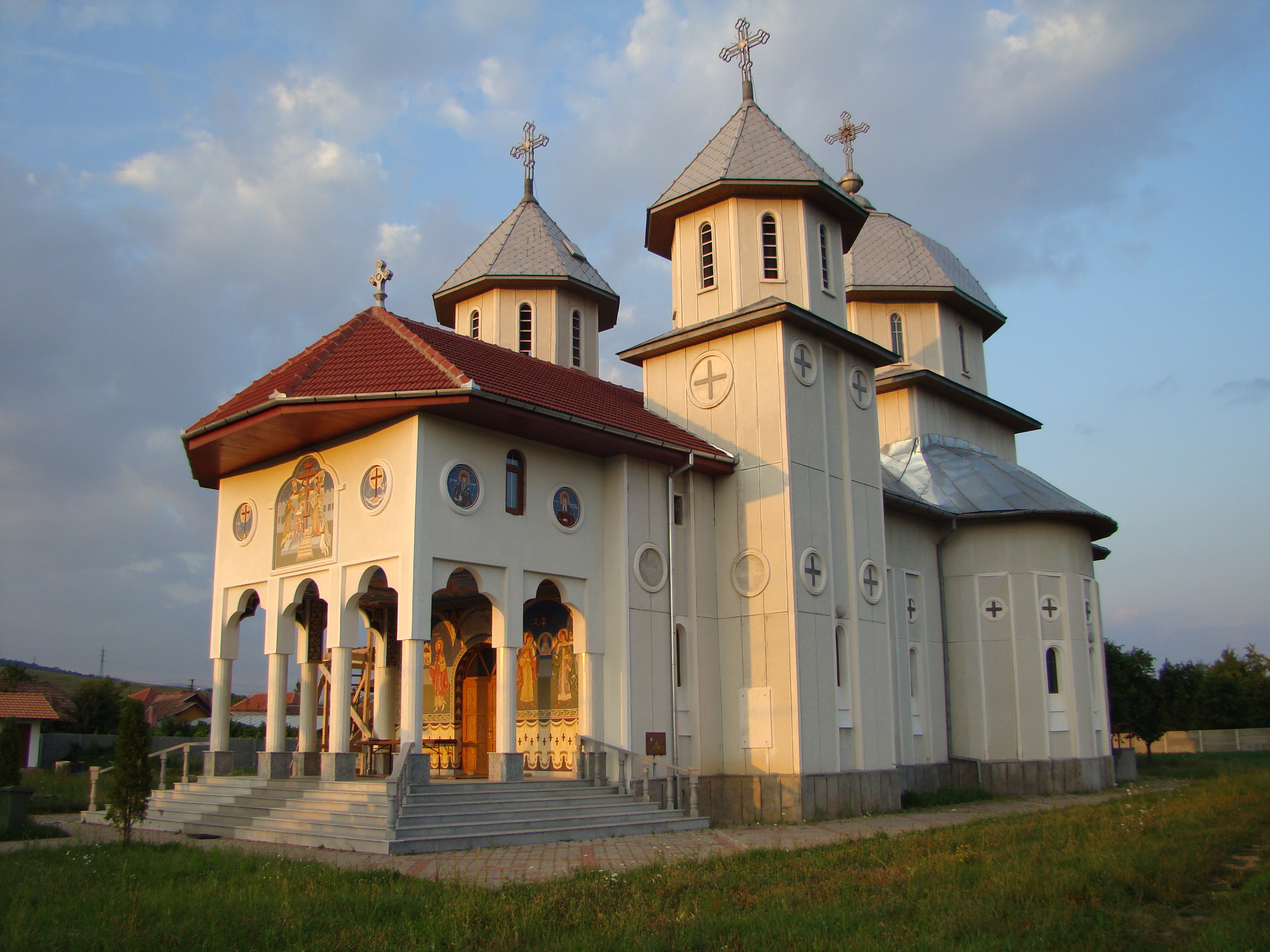
Kirche in Șoimuș
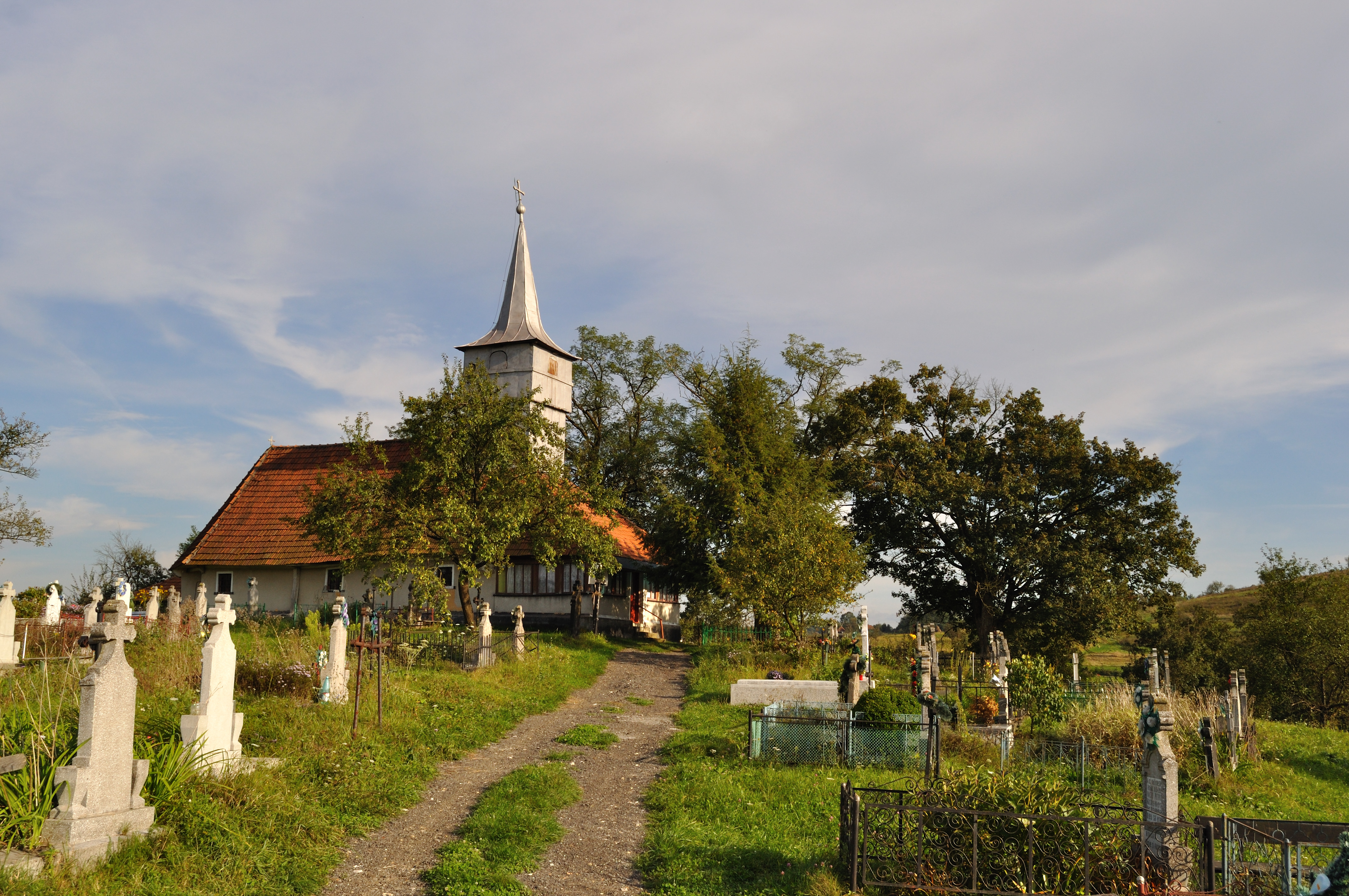
Holzkirche in Sulighete
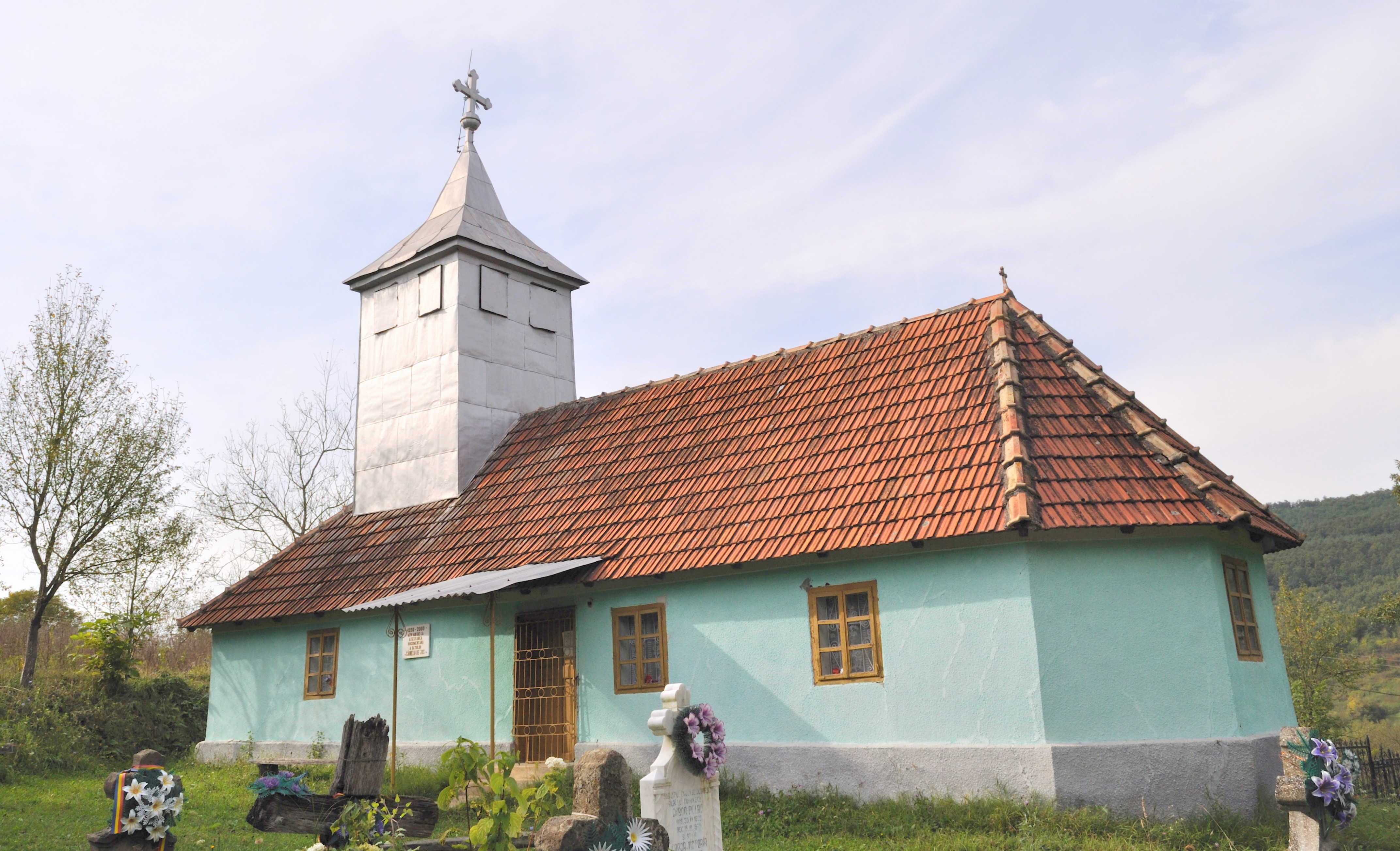
Holzkirche in Căinelu de Jos